# Cosecha de agua de lluvia
La cosecha de agua de lluvia es, según la SEMARNAT, “La captación de la precipitación pluvial para usarse en la vida diaria”. 
Este tipo de práctica ayudaría en gran medida a bajar la explotación de los mantos freáticos ya que se dejaría de usar agua que podría ser potable (después de pasar por algún filtro) y en vez de eso utilizar el agua de lluvia en cosas como el baño, regar plantas, entre otras cosas, todo esto reduciría también nuestra huella hidrológica. Se dice recolección. 
Actualmente este tipo de práctica es cada vez más popular en climas áridos que es en donde sufren mayor escasez de agua.
Uno de los investigadores más importantes en América Latina es el ingeniero peruano Absalón Vásquez, docente principal de la Universidad Nacional Agraria La Molina, quien a través de sus libros y videos gratuitos, muestra los beneficios de esta práctica y casos concretos donde se ha aplicado, como por ejemplo Granja Porcón, ubicada en la Sierra de Cajamarca.

## Antecedentes
Antiguamente el agua de lluvia era ocupada por mucha gente como la principal forma de abastecimiento; sin embargo esta práctica se fue disminuyendo año con año, esto también es debido a la contaminación que se tiene actualmente (lluvias ácidas) y que ya no permiten utilizar dicha agua para el uso de regaderas o cosas similares de la higiene personal.
México recibe en promedio cada año unos 1511 km³ de agua de lluvias y 48.9 km³ de importaciones de los cuales 1084 km³ se evaporatranspira regresando así a la atmósfera y 0.43 km³ se exportan quedando solamente 476 km³ de agua disponible anualmente. De esta cantidad el 80.7% se va en escurrimiento artificial y el 19.3% se va para acuíferos.
Con estos datos se ve que realmente se está desaprovechando este tipo de recursos que ayuda a la disminución de la contaminación del agua en gran medida.

## Proceso
La cosecha de agua de lluvia podría reducir hasta un 50% del agua potable que se utiliza en la casa de uso cotidiano. Su recolección puede ser muy sencilla o más compleja dependiendo de los recursos con los que se cuenten. 
Puede ser desde poner recipientes en techos o jardines para recolectarla y posteriormente poderla ocupar o hacer un sistema de recolección que consiste en canales que recolectan el agua de lluvia que viene del techo y pasa por un filtro para quitar parte de los sedimentos que contiene y pasar posteriormente al lugar de almacenamiento.

## Ventajas y desventajas
Ventajas
- Ayuda a que lugares que no cuentan con sistema de suministro de agua puedan tener este recurso.
- Reduce la demanda del agua en los hogares
- Disminuye el uso del agua potable en actividades cotidianas
- Disminuye el impacto ambiental y la huella hidrológica que generamos
- Reduce la explotación de los mantos freáticos
- Aunque no es potable puede tener otros usos como para el agua del escusado o para regar jardines.

Desventajas
- En la mayoría de países del mundo, es caro la instalación de estos sistemas de recolección de agua de lluvia.
- Solo llueve determinadas temporadas.
- Esta agua difícilmente puede ser usada como agua potable por la contaminación actual que tiene, por lo que sus usos se limitan.
- Es muy difícil solamente subsistir de esta agua ya que se necesitan de grandes tanques y mucha área para poder recolectar toda el agua que se consume anualmente por persona.